# Harry Bild
Harry Bild (Växjö, Suecia; 18 de diciembre de 1936 – 16 de enero de 2025)fue un futbolista sueco que jugó en la posición de delantero centro.

## Trayectoria
Harry Bild comenzó su carrera en 1956 en IFK Norrköping. En 1964 se convirtió en profesional extranjero en el FC Zürich y de allí pasó al Feyenoord donde marcó 39 goles en 52 partidos. Se mudó a Östers IF en 1967 y ganó la Allsvenskan en 1968. Entre 1968 y 1973 marcó 42 goles en 115 partidos con el Öster.
Harry Bild jugó 28 partidos en la selección nacional A. 
Fue nombrado Big Boy en 1962 y ganó el Balón de Oro en 1963. 

## Carrera

### Club
| Periodo   | Club           | Apariciones | Goles |
| --------- | -------------- | ----------- | ----- |
| 1956-1964 | IFK Norrköping | 175         | 120   |
| 1964-1965 | FC Zürich      | 17          | 6     |
| 1965–1967 | Feyenoord      | 52          | 39    |
| 1968–1973 | Östers IF      | 115         | 42    |

### Selección nacional
Bild jugó para Suecia en 28 partidos de 1957 a 1968 y anotó 13 goles; ganó la Guldbollen en 1963.

## Muerte
Bild murió de cáncer el 16 de enero de 2025 a los 88 años.

## Logros

### Club
- Allsvenskan (5): 1956/57, 1960, 1962, 1963, 1968

### Individual
- Goleador de la Allsvenskan: 1957
- Stor Grabb: 1962
- Guldbollen: 1963